# 야마노우치니시촌
야마노우치니시촌(山内西村)은 일본 히로시마현 히바군에 설치되었던 촌이다. 현재의 쇼바라시의 일부에 해당한다.